# Atalanta Società Bergamasca di Ginnastica e Sports Atletici 1913-1914
Questa pagina raccoglie i dati riguardanti l'Atalanta Società Bergamasca di Ginnastica e Sports Atletici nelle competizioni della stagione 1913-1914.

## Stagione
Nel 1913 la società si adopera freneticamente nel reperire un campo da gioco conforme agli standard imposti dalla Federazione per potersi iscrivere ai campionati. La condizione vincolante posta dalla FIGC è la disponibilità di un campo da gioco delle dimensioni minime di metri 90x45 e con tribunetta attrezzata con posti a sedere.
Dopo un notevole sforzo economico da parte del presidente Carminati, ne viene costruito uno in via Maglio del Lotto a Bergamo, definito dai cronisti del tempo "magnifico".
Durante la stagione, la squadra non si iscrive a nessun torneo, disputa pertanto solo partite amichevoli. Fra i numerosi incontri disputati nell'arco della stagione, sono di particolare rilievo quelli contro Milan ed Inter. 
Proprio contro quest'ultima, il 24 maggio 1914,  vi è l'inaugurazione ufficiale del campo da gioco di fronte alle più alte cariche cittadine e ai vertice del Comitato regionale della Federcalcio. 
La partita contro l'Inter infatti, valeva per l'Atalanta come un vero e proprio "esame di ammissione" al campionato di Promozione seguente.

## Organigramma societario
Area direttiva
- Presidente: Piero Carminati
- Vice presidente: ?
- Segretario: ?
- Cassiere: ?
- Consiglieri: ?

Area tecnica
- Allenatore: Commissione Tecnica

Area sanitaria
- Medico sociale: ?
- Massaggiatore: ?

## Rosa
| N. |                   | Ruolo | Calciatore            |
| -- | ----------------- | ----- | --------------------- |
|    | Italia (bandiera) | P     | Delmo Covezzi         |
|    | Italia (bandiera) | D     | Daniele De Leidi      |
|    | Italia (bandiera) | D     | Procolo Pianetti      |
|    | Italia (bandiera) | D     | Ottolini              |
|    | Italia (bandiera) | D     | Fritz Peka            |
|    | Italia (bandiera) | C     | Italo Frosio          |
|    | Italia (bandiera) | C     | Aldo Enrico Lazzaroni |

| N. |                   | Ruolo | Calciatore       |
| -- | ----------------- | ----- | ---------------- |
|    | Italia (bandiera) | C     | Restelli         |
|    | Italia (bandiera) | C     | Conforti         |
|    | Italia (bandiera) | C     | Aldo Vassallo    |
|    | Italia (bandiera) | C     | Balzarini        |
|    | Italia (bandiera) | A     | Piero Martines   |
|    | Italia (bandiera) | A     | Enrico Tirabassi |
|    | Italia (bandiera) | A     | Bernasconi       |

## Statistiche
Durante la stagione, vengono eseguite solo amichevoli. Di seguito vengono riportati i due scontri con le milanesi.
| Arbitro: | Amadeo (Bergamo) |

|                           |           |                                                                                       |
| Vassallo ?’ Bernasconi ?’ | Marcatori | ?’ (aut.) De Leidi ?’, ?’ A.Carito ?’ Avanzini ?’, ?’ Greppi ?’ G.Carito ?’ Cazzaniga |

| Arbitro: | Peka |

|             |           |                        |
| Vassallo ?’ | Marcatori | ?’ Todeschini ?’ Brega |